# Ilka Windish
Ilonka Katerina Gerta Maria Theresa Windisch (née le 15 mars 1925 à Vienne, morte le 28 juin 1998 à Camarillo) est une actrice autrichienne. Son nom est anglicisé en Ilka Windish dans les productions américaines.

## Biographie
Ilka Windisch suit une formation d'actrice pendant la Seconde Guerre mondiale et est envoyée sur le front de l'Est (près de Leningrad) pour s'occuper des troupes. De retour à Vienne, elle est embauchée pour tourner dans des films, mais cela ne se reproduira qu'à la fin de la guerre. En temps de paix, elle joint les deux bouts avec des spectacles de cabaret jusqu'à ce que Ilka Windisch rencontre le correspondant de guerre américain Joseph Israels et l'épouse en 1946. En 1947, le couple s'installe à New York. Le mal du pays ramène Windisch à Vienne en 1950, où elle participe à des productions américaines qui sont tournées dans la capitale européenne ainsi qu'à des productions autrichiennes, dont deux films néoréalistes de Kurt Steinwendner.
Lorsque Joseph Israels meurt en 1954, Ilka Windisch, qui américanise son nom en Windish, retourne aux États-Unis. En 1955, elle épouse le producteur de films bien plus âgé Felix Jackson, originaire de Hambourg, qui l'avait engagée pour son deuxième film américain. Après un congé de maternité en 1956, elle est invitée dans un certain nombre de tournages dans un seul épisode de plusieurs séries télévisées populaires telles que Bonanza, Gunsmoke et Opération vol. Dans le même temps, Ilka Windisch travaille également comme modèle photo et donne des conseils de beauté. Après une carrière d'actrice discrète à Hollywood, Ilka Windisch met un terme à sa carrière en 1972.

## Filmographie
- 1950 : Le Fauve en liberté
- 1951 : La Fin d'un monstre (en)
- 1952 : Frühlingsstimmen
- 1952 : Knall und Fall als Detektive (de)
- 1952 : Le plaisir est pour demain
- 1953 : Flucht ins Schilf
- 1955 : Studio One (série télévisée, épisode Passage of Arms)
- 1959 : The Third Man (série télévisée, épisode The Man who died twice)
- 1959 : Playhouse 90 (série télévisée, épisode The Killers of Mussolini)
- 1960–1962 : Échec et Mat (série télévisée, deux épisodes)
- 1960 : Les Incorruptibles (série télévisée, épisode The Purple Gang)
- 1961 : Thriller (série télévisée, épisode Dark Legacy)
- 1961 : Ombres sur le soleil (série télévisée, épisode A Rage for Justice)
- 1962 : Target: The Corruptors! (série télévisée, épisode My Native Land)
- 1962 : Taras Bulba
- 1963 : Empire (série télévisée, épisode Arrow in the Sky)
- 1963 : Bonanza (série télévisée, épisode A Question of Strength)
- 1965 : Many Happy Returns (en) (série télévisée, épisode Big White Lie)
- 1965 : Haute Tension (série télévisée, épisode The Easter Breach)
- 1965–68 : Gunsmoke (série télévisée, deux épisodes)
- 1967 : L'Énigme du scorpion (en)
- 1968 : Opération vol (série télévisée, épisode A Very Warm Reception)
- 1968 : The Smugglers (TV)
- 1971 : Vanished (série télévisée)
- 1972 : The Bold Ones: The New Doctors (série télévisée, épisode Short Flight to a Distant Star)
- 1972 : All My Darling Dauhters (TV)